# Pupina
Pupina là một chi ốc đất liền với một nắp, là động vật chân bụng sống trên cạn động vật thân mềm thuộc họ Pupinidae.

## Các loài
Các loài thuộc chi Pupina bao gồm:
- Pupina brenchleyi
- Pupina complanata
- Pupina coxeni
- Pupina difficilis
- Pupina pfeifferi